# Anna Kerling

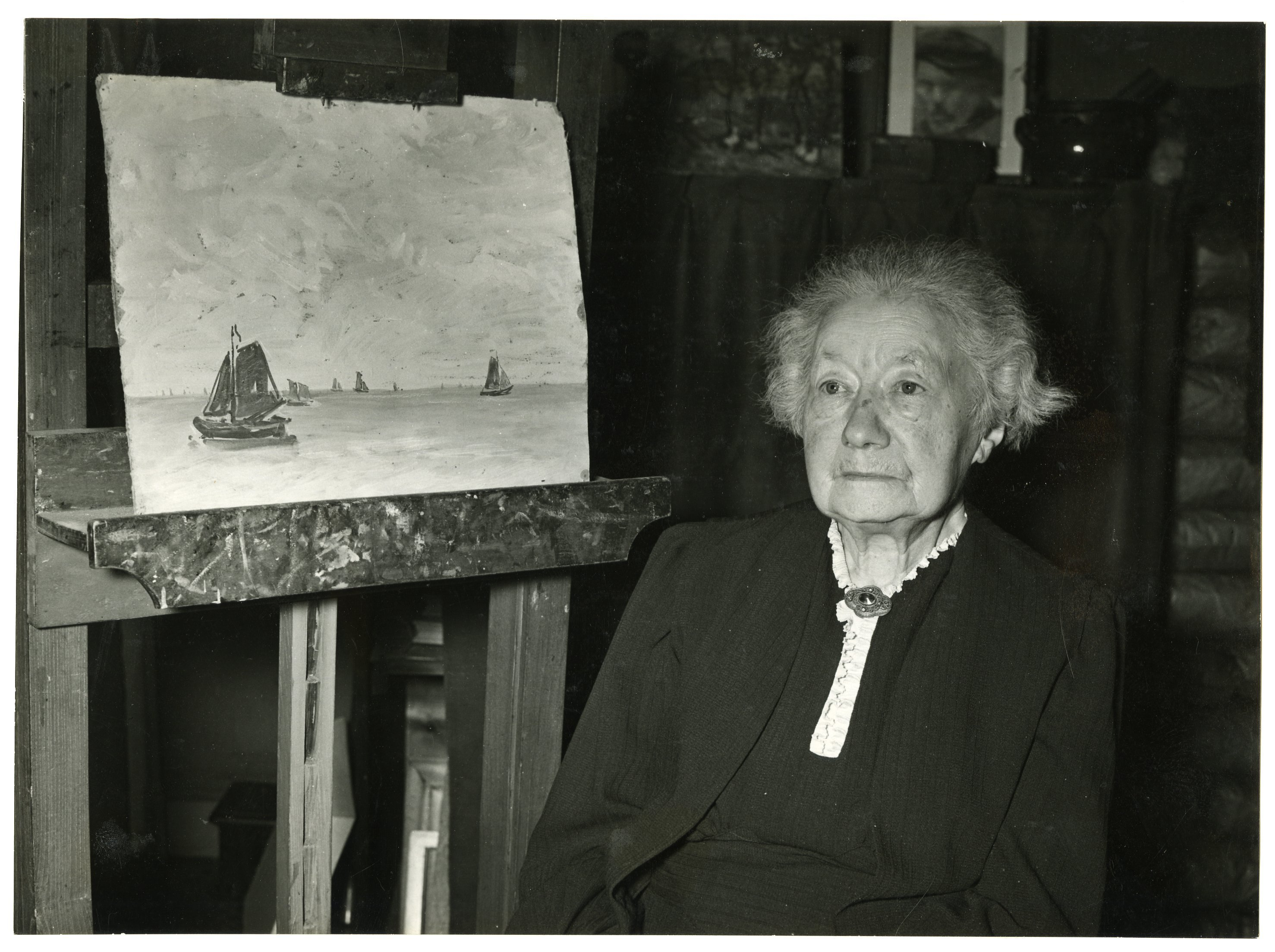
Anna Kerling, 1952

Anna Elisabeth Kerling (* 19. März 1862 in Den Haag; † 22. März 1955 ebenda) war eine niederländische Malerin, Aquarellistin, Zeichnerin und Radiererin.

## Leben und Werk
Anna Kerling war eine Tochter des Tapezierers Johannes Hermanus Kerling und von Elske Collignon. Sie erhielt Malunterricht bei Otto Eerelman und besuchte die Damenklasse der Koninklijke Academie van Beeldende Kunsten in Den Haag. Später wurde sie auch von Suze Robertson unterrichtet. Anna Kerling lebte und arbeitete hauptsächlich in Den Haag, vorübergehend auch in Maastricht, Nunspeet und an vielen Orten in Frankreich.
Anna Kerling fertigte Landschaften, Porträts, Stadtansichten und (Blumen-)Stillleben an. Sie war ab 1891 Mitglied von Arti et Amicitiae, der Haager Malervereinigung Schilderessenvereniging ODIS,  deren Vorsitzende sie fünf Jahre lang war, ab 1927 des Pulchri Studios und ab 1929 der Teekengenootschap Pictura in Dordrecht.
Anna Kerling beteiligte sich vor allem zwischen 1895 und 1939 unter anderem an Ausstellungen in Amsterdam, Arnheim, Rotterdam und Den Haag. Sie nahm an Vereinsausstellungen der Künstlervereinigungen, denen sie angehörte, teil, aber auch an der Nationale Tentoonstelling van Vrouwenarbeid 1898 (Landesausstellung der Frauenarbeit), Tentoonstelling van Levende Meesters (Ausstellungen Lebender Meister) und der Ausstellung De Vrouw 1813–1913. Auf der Weltausstellung Paris 1900 erhielt sie zusammen mit Anna Adelaïde Abrahams, Maria Philippina Bilders-van Bosse, Aletta Ruijsch und Georgine Schwartze eine lobende Erwähnung. Auf der Panama-Pacific International Exposition 1915 in San Francisco gewann sie eine Bronzemedaille.
Anna Kerling starb wenige Tage nach ihrem 93. Geburtstag und wurde auf dem Friedhof Oud Eik en Duinen begraben.

## Ausstellungen (Auswahl)
- 1895: Tentoonstelling van kunstwerken van Levende Meesters, Stedelijk Museum, Amsterdam
- 1898: Arti, Mitgliederausstellung Arti et Amicitiae
- 1899: Tentoonstelling van kunstwerken van levende meesters te Amsterdam, Stedelijk Museum Amsterdam
- 1900: Kunstwerken door leden der maatschappij, Mitgliederausstellung Arti et Amicitiae
- 1903: Tentoonstelling van kunstwerken van levende meesters, Stedelijk Museum Amsterdam
- 1907: Stedelijke tentoonstelling van kunstwerken van levende meesters, Stedelijk Museum Amsterdam
- 1915: Panama-Pacific International Exposition San Francisco, San Francisco
- 1915: Nederlandsch steun-comité voor beeldende kunstenaren, Stedelijk Museum Amsterdam
- 1922: Openingsexpositie, im „Lyceum, Clubgebäude für Frauen“ der Schilderessenvereniging ODIS, Lange Vijverberg 7, Den Haag
- 1923: Aquarellen, Pulchri Studio, Den Haag
- 1924: Salon des Indépendants Paris, Société des Artistes Indépendants, Grand Palais, Paris
- 1924: Salon des Indépendants Paris, Société des Artistes Indépendants Paris, Grand Palais, Paris
- 1924: Werk van leden-schilderessen, im „Lyceum, Clubgebäude für Frauen“ der Schilderessenvereniging ODIS, Lange Vijverberg 7, Den Haag
- 1927: Groepstentoonstelling, Pulchri Studio, Den Haag
- 1929: Werk der leden, Teekengenootschap Pictura, Dordrecht
- 1935: ODIS, Schilderessenvereniging ODIS, Haagse Kunstkring, Den Haag
- 1939: ODIS, Schilderessenvereniging ODIS, Haagse Kunstkring, Den Haag[5]